# Lleó d'Or

Logo del festival

El Lleó d'Or, conegut com Leone d'Oro en italià, és un prestigiós premi que es concedeix al Festival Internacional de Cinema de Venècia. Aquest guardó ha estat part integral del festival des de la seva creació i és considerat un dels honors més preeminents de la indústria cinematogràfica mundial.
La seva història es remunta al 1947, quan va ser conegut com a Gran Premio Internazionale di Venezia fins al 1948, i després com a Leone di San Marco fins al 1953. El premi va rebre el nom actual de Lleó d'Or el 1954. Abans d'aquest període, fins al 1942, un dels premis destacats del festival era la Coppa Mussolini, atorgada a la millor pel·lícula italiana.
El Lleó d'Or ha guiat el reconeixement i l'aplaudiment a algunes de les pel·lícules més influents de la història del cinema. La seva llista de guanyadors inclou noms il·lustres que han deixat una empremta notable en la indústria cinematogràfica mundial.
Al llarg de la història del festival, hi ha hagut algunes edicions en què no s'ha celebrat, ja sigui per raons diverses o per ser no competitives, i els premis no s'han lliurat. A més, durant el període de 1940 a 1942, el festival no es va realitzar a Venècia, i per aquesta raó, els premis no són reconeguts oficialment.
A més del premi principal, també s'atorga el Lleó d'Or a la Carrera, que reconeix la trajectòria i les contribucions destacades d'una figura cinematogràfica a la indústria del cinema. En resum, el Lleó d'Or continua sent una distinció altament estimada i un testimoni de l'excel·lència cinematogràfica en aquest prestigiós festival.
Vegeu també la llista dels guanyadors del Lleó d'Or per la seva carrera.

## Guanyadors
| Any             | Pel·lícula | Director | País |
| --------------- | --- | --- | --- |
| 1946            | The Southerner | Jean Renoir | Estats Units |
| 1947            | Siréna | Karel Steklý | Txèquia |
| 1948            | Hamlet | Laurence Olivier | Regne Unit |
| 1949            | Manon | Henri-Georges Clouzot | França |
| Dècada del 1950 | | | |
| 1950            | Justícia feta (Justice est faite)                                                                                           | André Cayatte | França |
| 1951            | Rashomon | Akira Kurosawa | Japó |
| 1952            | Jocs prohibits (Jeux interdits)                                                                                             | René Clément | França |
| 1953            | No es va atorgar. | | |
| 1954            | Giulietta e Romeo | Renato Castellani | Itàlia |
| 1955            | La paraula (Ordet) | Carl Theodor Dreyer | Dinamarca |
| 1956            | No es va atorgar. | | |
| 1957            | Apajarito | Satyajit Ray | Índia |
| 1958            | Muhomatsu No Issho | Iroshi Inagaki | Japó |
| 1959            | La grande guerra | Mario Monicelli | Itàlia |
| 1959            | El general de la Rovere (Il generale della Rovere)                                                                          | Roberto Rossellini | Itàlia |
| Dècada del 1660 | | | |
| 1960            | Le passage du Rhin | André Cayatte | França |
| 1961            | L'Année dernière à Marienbad                                                                                                | Alain Resnais | França |
| 1962            | Cronaca familiare | Valerio Zurlini | Itàlia |
| 1962            | Ivanovo detstvo | Andrei Tarkovski | Unió Soviètica |
| 1963            | Le mani sulla città | Francesco Rosi | Itàlia |
| 1964            | Deserto Rosso | Michelangelo Antonioni | Itàlia |
| 1965            | Vaghe stelle dell'Orsa | Luchino Visconti | Itàlia |
| 1966            | La battaglia di Algeri | Gillo Pontecorvo | Itàlia/ Algèria |
| 1967            | Belle de jour | Luís Buñuel | França |
| 1968            | Die Artisten in der Zirkuskuppel: ratlos                                                                                    | Alexander Kluge | RFA |
| 1969-1979       | La mostra no va ser competitiva. Els anys 1973, 1977 i 1978 la mostra no va tenir lloc per problemes de diversa naturalesa. | La mostra no va ser competitiva. Els anys 1973, 1977 i 1978 la mostra no va tenir lloc per problemes de diversa naturalesa. | La mostra no va ser competitiva. Els anys 1973, 1977 i 1978 la mostra no va tenir lloc per problemes de diversa naturalesa. |
| Dècada del 1980 | | | |
| 1980            | Atlantic City | Louis Malle | Estats Units |
| 1980            | Gloria | John Cassavetes | Estats Units |
| 1981            | Les germanes alemanyes (Die bleierne Zeit)                                                                                  | Margarethe von Trotta | RFA |
| 1982            | Der Stand der Dinge | Wim Wenders | RFA |
| 1983            | Prénom Carmen | Jean-Luc Godard | França |
| 1984            | Rok spokojnego słońca | Krzysztof Zanussi | Polònia |
| 1985            | Sense sostre ni llei (Sans toit ni loi)                                                                                     | Agnès Varda | França |
| 1986            | Le Rayon vert | Eric Rohmer | França |
| 1987            | Au revoir les enfants | Louis Malle | França |
| 1988            | La llegenda del Sant Bevedor                                                                                                | Ermanno Olmi | Itàlia |
| 1989            | Beiqing chengshi | Hou Hsiao-Hsien | Taiwan |
| Dècada del 1990 | | | |
| 1990            | Rosencrantz i Guildenstern han mort (Rosenkrantz And Guildenstern Are Dead)                                                 | Tom Stoppard | Regne Unit |
| 1991            | Urga | Nikita Mikhalkov | Unió Soviètica |
| 1992            | Qui Ju da guansi | Zhang Yimou | R.P. de la Xina |
| 1993            | Vides encreuades (Short Cuts)                                                                                               | Robert Altman | Estats Units |
| 1993            | Tres colors: Blau (Trois couleurs: Bleu)                                                                                    | Krzysztof Kieślowski | França/ Polònia |
| 1994            | Aiqing Wansui | Tsai Ming-Liang | Taiwan |
| 1994            | Abans de la pluja (Pred doždot)                                                                                             | Milcho Manchevski | Macedònia del Nord |
| 1995            | Xich-lo | Tran Anh Hung | Vietnam |
| 1996            | Michael Collins | Neil Jordan | Regne Unit |
| 1997            | Hana-bi | Takeshi Kitano | Japó |
| 1998            | Così ridevano | Gianni Amelio | Itàlia |
| 1999            | Yi ge dou bu neng shao | Zhang Yimou | R.P. de la Xina |
| Dècada del 2000 | | | |
| 2000            | Dayereh | Jafar Panahi | Iran |
| 2001            | Monsoon Wedding | Mira Nair | Índia |
| 2002            | The Magdalene Sisters | Peter Mullan | Irlanda |
| 2003            | Vozvrashenie | Andrei Zviàguintsev | Rússia |
| 2004            | Vera Drake | Mike Leigh | Regne Unit |
| 2005            | Brokeback Mountain | Ang Lee | Estats Units/ Taiwan |
| 2006            | Sanxia haoren | Jia Zhang-ke | R.P. de la Xina/ Hong Kong                                                                                                  |
| 2007            | Se, jie | Ang Lee | Estats Units/ Taiwan |
| 2008            | El lluitador | Darren Aronofsky | Estats Units |
| 2009            | Lebanon | Samuel Maoz | Israel |
| Dècada del 2010 | | | |
| 2010 (67a)      | Somewhere | Sofia Coppola | Estats Units |
| 2011 (68a)      | Faust | Aleksandr Sokurov | Rússia |
| 2012 (69a)      | Pietà | Kim Ki-duk | Corea del Sud |
| 2013 (70a)      | Sacro GRA | Gianfranco Rosi | Itàlia |
| 2014 (71a)      | A Pigeon Sat on a Branch Reflecting on Existence (En duva satt på en gren och funderade på tillvaron)                       | Roy Andersson | Suècia |
| 2015 (72a)      | Desde allá | Lorenzo Vigas | Mèxic / Veneçuela |
| 2016 (73a)      | The Woman Who Left (Ang babaeng humayo)                                                                                     | Lav Diaz | Filipines |
| 2017 (74a)      | The Shape of Water | Guillermo del Toro | Estats Units |
| 2018 (75a)      | Roma | Alfonso Cuarón | Mèxic |
| 2019 (76a)      | Joker | Todd Phillips | Estats Units |
| Dècada del 2020 | | | |
| 2020 (77a)      | Nomadland | Chloé Zhao | Estats Units |
| 2021 (78a)      | L'esdeveniment | Audrey Diwan | França |
| 2022 (79a)      | All the Beauty and the Bloodshed                                                                                            | Laura Poitras | Estats Units |
| 2023 (80a)      | Poor Things | Yorgos Lanthimos | Grècia |
| 2024 (81a)      | The Room Next Door | Pedro Almodóvar | Espanya |

## Guanyadors per país d'origen
| Itàlia             | 16 |
| França             | 11 |
| Estats Units       | 9  |
| Alemanya           | 5  |
| Regne Unit         | 4  |
| Japó               | 3  |
| R.P. de la Xina    | 3  |
| Polònia            | 2  |
| Índia              | 2  |
| Taiwan             | 2  |
| Unió Soviètica     | 2  |
| Rússia             | 2  |
| Dinamarca          | 1  |
| Txèquia            | 1  |
| Iran               | 1  |
| Vietnam            | 1  |
| Macedònia del Nord | 1  |
| Irlanda            | 1  |